# نظام المنطق
نظام المنطق : الاستنتاجي والاستقرائي هو كتاب للفيلسوف الإنجليزي جون ستيوارت ميل.

## نظرة عامة
في هذا العمل، صاغ المبادئ الخمسة للاستدلال الاستقرائي المعروفة باسم طرق ميل. هذا العمل مهم في فلسفة العلم، وبشكل أعم، من حيث أنه يحدد المبادئ التجريبية التي سيستخدمها ميل لتبرير فلسفاته الأخلاقية والسياسية.
وصف مقال في فلسفة الأزمنة الحديثة هذا الكتاب بأنه «محاولة لشرح نظام نفسي للمنطق ضمن المبادئ التجريبية».
كان هذا العمل مهمًا لتاريخ العلم، حيث كان له تأثير قوي على العلماء مثل ديراك. كان لنظام المنطق أيضًا انطباع على جوتلوب فريجه، الذي وبخ العديد من أفكار ميل حول فلسفة الرياضيات في عمله أسس الحساب.
قام ميل بمراجعة العمل الأصلي عدة مرات على مدار ثلاثين عامًا ردًا على انتقادات وتعليقات من ويويل وباين وآخرين.